# Église Saint-Basile de Lusignan-Grand
Pour les articles homonymes, voir Église Saint-Basile.
L'église Saint-Basile de Lusignan-Grand est une église catholique située à Saint-Hilaire-de-Lusignan, en France.

## Localisation
L'église Saint-Basile est située au village de Lusignan-Grand, sur le territoire de la commune de Saint-Hilaire-de-Lusignan, dans le département français de Lot-et-Garonne.

## Historique
L'église de Lusignan possède un chœur roman et une nef gothique. Au-dessus du chœur a été construite une salle percée de meurtrières pour assurer la protection de la population en temps de guerre.
L'église était construite près du château de Lusignan qui a été détruit par le duc d'Épernon en 1649.
L'édifice est inscrit au titre des monuments historiques le 20 juin 1950.